# Dieterlea
Dieterlea é um género botânico pertencente à família Cucurbitaceae.

## Espécies
- Dieterlea fusiformis
- Dieterlea maxima